# Justizkreuz (Wiltz)

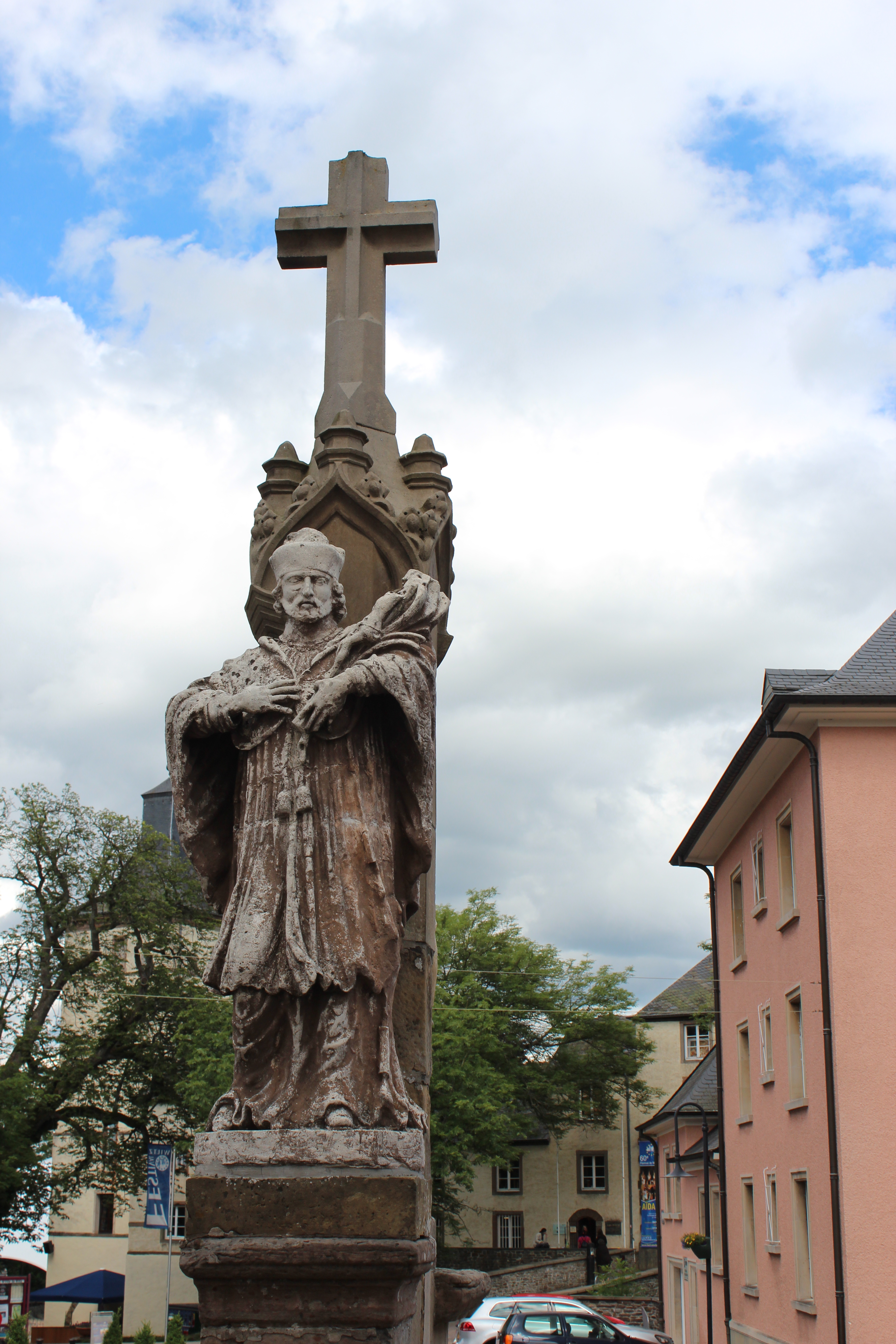
Justizkreuz

Das Justizkreuz in Wiltz steht in der Ecke Grand-Rue/Rue Hannelast in der Nähe des Rathauses von Wiltz.

## Geschichte
Das Wiltzer Justizkreuz wurde von Gérard V. von Wiltz und seiner Ehefrau Elisabeth von Bourscheid errichtet.
Die Statue der Jungfrau Maria stammt aus dem 16. Jahrhundert, die Statue des Heiligen Johannes von Nepomuk wurde zwischen 1750 und 1770 nach dem verheerenden Brand von 1748 hinzugefügt.
Das Justizkreuz wurde zweimal beschädigt, während der Französischen Revolution und während der Ardennenschlacht. Beide Male wurde es restauriert.
Als einziges originales Justizkreuz in Luxemburg wurde es am 15. Februar 1937 zum Nationaldenkmal erklärt.

## Beschreibung
Das Justizkreuz ist 5 m hoch. An den vier Ecken der Spitze trägt es die Wappen der Familien Wiltz, Bürschent, Bettstein und Bellenhausen.  An der Spitze ist in Bleibuchstaben die Jahreszahl 1502, XVCII eingemeißelt.